# Alıcqışlaq
Alıcqışlaq è un comune dell'Azerbaigian situato nel distretto di Xaçmaz. Conta una popolazione di 532 abitanti.